# Simon Norrthon
Erik Simon Norrthon (født 4. august 1967 i Fosie) er en svensk skuespiller. Han studerede ved Teaterhögskolan i Stockholm fra 1989 til 1992.
Norrthon blev i 1994 nomieret til en Guldbagge for sin hovedrolle i filmen Tala! Det är så mörkt (1993), der er instrueret af Suzanne Osten.

## Udvalgt filmografi
- Allis med is (tv-serie, 1993)
- Tala! Det är så mörkt (1993)
- Euroboy (kortfilm, 1994)
- Pensionat Oskar (1995)
- Skærgårdsdoktoren (tv-serie, 1998)
- Naken (2000)
- Vildmark (2003)
- Kommer du med mig då (2003)
- Wallander (tv-serie, 2006)
- LasseMajas detektivbyrå (tv-serie, 2006)
- Stenhuggeren (tv-film, 2009)
- Maria Wern (tv-serie, 2011)
- Manden der ikke var morder (tv-serie, 2013)
- Ægte mennesker (tv-serie, 2013-2014)
- Beck (tv-serie, 2015)
- Modus (tv-serie, 2015)
- Pigen, moderen og dæmonerne (2016)
- Valkyrien (tv-serie, 2017)
- Hidden - Den Førstefødte (tv-serie, 2019)
- Abestjernen (animationsfilm, 2021)